# ケニアの州
| 1. 中央州 2. 海岸州] 3. 東部州 4. ナイロビ州 | 5. 北東州 6. ニャンザ州 7. リフトバレー州 8. 西部州 |

ケニアの旧州の分布図。番号は一覧表に対応。

ケニアの州（ケニアのしゅう スワヒリ語: mikoa）は、行政区画が再編される2013年3月27日時点まで、8つで構成された。

2010年憲法の発効後、2013年には州を郡制度（英語版）に置き換えた。

## 歴史
ケニアは2010年8月27日発効の新憲法（英語版）以前は、8つの州で構成された（#地図を参照）。ナイロビ州を除く州は1992年時点で46の地区に分かれ、さらにその下に262の管区を置いた。2,427ヵ所の地点（英語版）と6,612ヵ所のサブ地点に分割した。州の分割に先立ち、2010年憲法の公布後に州の管理は州長官（Provincial Commissioner）に権限が委譲された。地方自治体（英語版）間に共通の区分を規定せず、一般に市や自治体、町や郡それぞれの議会などが自治を担う。
この国の選挙区（英語版）は3層目の分類に相当する。選挙区には行政機能を持たせず、下位に区を設ける。
| No        | 州             | スワヒリ語の名称    | 州都      | 面積（km2） | 人口 （人） | HASC  | ISO  | FIPS | Pc   |
| --------- | -------------- | ------------------- | --------- | ----------- | ----------- | ----- | ---- | ---- | ---- |
| 1         | 中央州         | Kati                | ニエリ    | 13,191      | 4,383,743   | KE.CE | 200  | KE01 | 1    |
| 2         | 海岸州         | Pwani               | モンバサ  | 83,603      | 3,325,307   | KE.CO | 300  | KE02 | 8    |
| 3         | 東部州         | Mashariki           | エンブ    | 159,891     | 5,665,123   | KE.EA | 400  | KE03 | 6, 9 |
| 4         | ナイロビ州     | Nairobi             | ナイロビ  | 684         | 3,138,369   | KE.NA | 110  | KE05 | 0    |
| 5         | 北東州         | Kaskazini-Mashariki | ガリッサ  | 126,902     | 2,310,757   | KE.NE | 500  | KE06 | 7    |
| 6         | ニャンザ州     | Nyanza              | キスム    | 16,162      | 5,442,711   | KE.NY | 600  | KE07 | 4    |
| 7         | リフトバレー州 | Bonde la Ufa        | ナクル    | 173,854     | 10,006,805  | KE.RV | 700  | KE08 | 2, 3 |
| 8         | 西部州         | Magharibi           | カカメガ  | 8,361       | 4,334,282   | KE.WE | 800  | KE09 | 5    |
| 8州の合計 | 8州の合計      | 8州の合計           | 8州の合計 | 582,648     | 38,610,097  | 凡例  | 凡例 | 凡例 | 凡例 |

州はすでに2007年時点で71の県 (スワヒリ語: wilaya'at) と262の郡/地区 (同tarafa) に分割されていた
。選挙区はこれらとは別に置かれ、投票者の言語などによって区分される。